# 竹内覚
竹内 覚（たけうち さとる、1946年2月25日 - ）は、日本の実業家。埼玉県出身。日産ディーゼル工業株式会社（現・UDトラックス株式会社）元代表取締役社長。

## 人物
埼玉県出身。1969年、上智大学理工学部機械工学科を卒業後、同年4月、日産ディーゼル工業株式会社に入社。その後、同社開発本部機関設計部付部長、執行役員、執行役員常務、専務取締役などを経て、2007年、同社代表取締役社長に就任。2012年、UDトラックス株式会社代表取締役副会長に就任。2013年、同社代表取締役副会長から退任。
同社において、永きにわたり開発に従事し、2004年には開発役員として世界で初めて尿素SCRシステムを開発し、同社の主力商品である大型車「UD・クオン」へ搭載するなど多大な貢献をした。

## 略歴
- 1969年
  - 3月、上智大学理工学部機械工学科卒業
  - 4月、日産ディーゼル工業株式会社入社
- 1985年、同社上尾工場第一製造部第一機関課長
- 1995年、同社開発本部機関設計部長
- 1998年、同社執行役員
- 2000年、同社執行役員常務
- 2003年、同社専務取締役
- 2007年、同社代表取締役社長
- 2012年、UDトラックス株式会社代表取締役副会長
- 2013年、同社代表取締役副会長から退任[2]